# شهرداری مشهد
شهرداری مشهد سازمانی است که در ۱۳ اسفند ۱۲۸۶ خورشیدی تاسیس شده و مسئولیت اداره شهر مشهد را به عهده دارد و سومین شهرداری قدیمی ایران پس از تبریز و تهران محسوب می شود. مدیریت این سازمان با شهردار مشهد است که پیش از این با حکم وزیر کشور ایران منصوب می‌گردید؛ ولی، اکنون از طریق آرای شورای شهر مشهد انتخاب می‌شود ولی حکم وی توسط وزیر کشور ابلاغ می‌شود. شهرداری مشهد، شامل ۱۷ منطقه‌است که اداره هر منطقه به عهده مدیر آن منطقه می‌باشد،شهردار کنونی مشهد محمدرضا قلندر شریف می باشد.

## ساختمان شهرداری مشهد

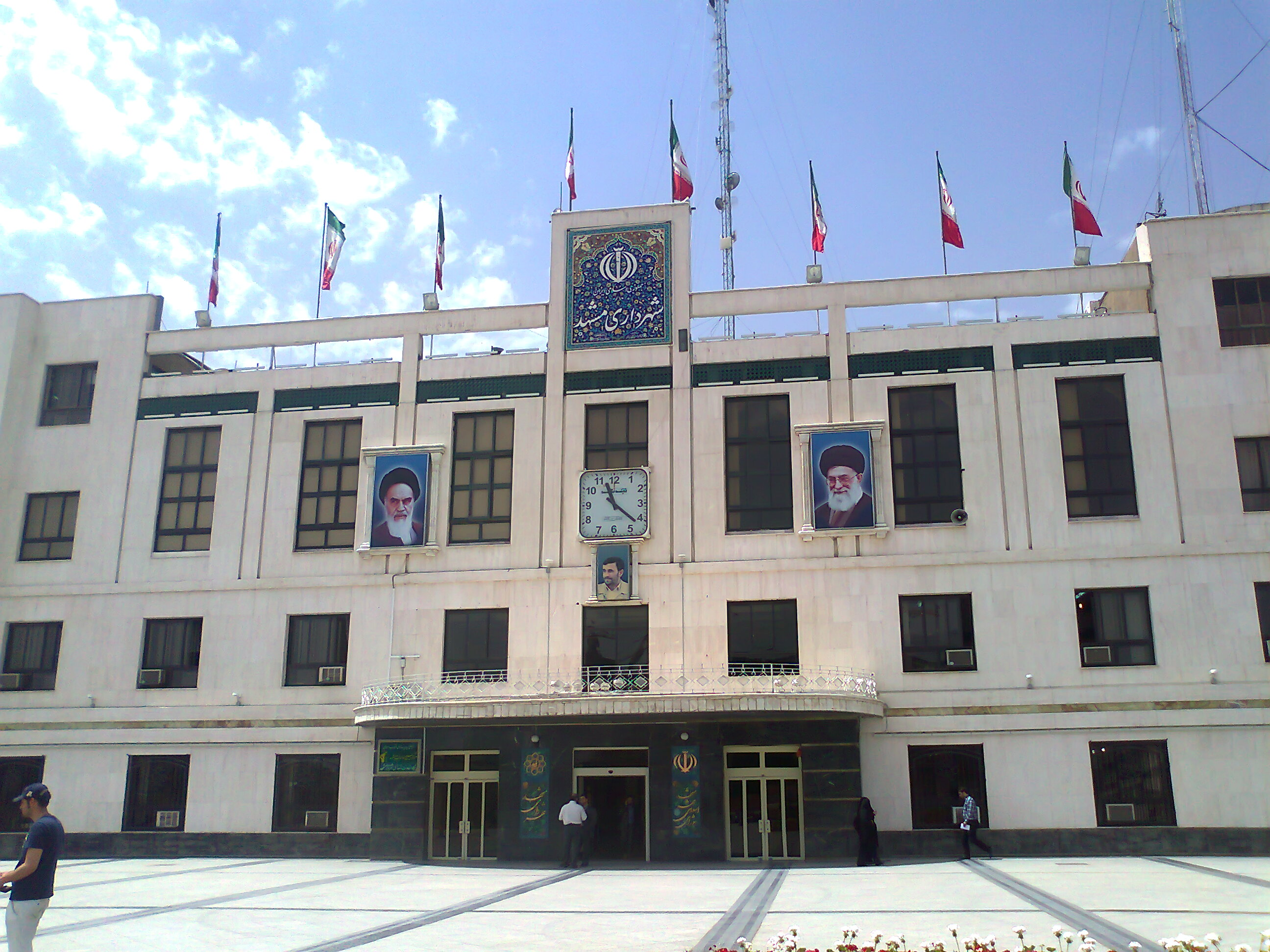
ساختمان شهرداری مشهد

طرح احداث ساختمان فعلی شهرداری مشهد که توسط مهندسان آلمانی و در چهار طبقه طراحی شده‌است به قبل از سال ۱۳۲۰ شمسی بر می‌گردد، اما اجرای آن به دلیل بروز پاره‌ای مسائل، با تعویض چند ساله، با احداث تدریجی زیر زمین و طبقه همکف و اول آغاز شد. در سال ۱۳۳۲ محل شهرداری مشهد به ساختمان فعلی منتقل شد و سمت غربی ساختمان در قبال احداث طبقات دوم و سوم به مدت پنج سال توسط شهردار وقت عبدالوهاب اقبال به اداره کشاورزی واگذار گردید.
پس از گذشت ۲۰ سال، حدود سال ۱۳۵۲ طبقات دوم و سوم شرقی بنا، توسط شرکت ساختمانی «مالون» و با نظارت «مهندس اَلستی» احداث گردید.
ساختمان مذکور تا سال ۱۳۴۸ دارای ۴۶۴۶ مترمربع مساحت بود که شهرداری با خرید منازل اطراف اقدام به توسعه بنا نمود. در حال حاضر عرصه ساختمان شهرداری ۷۰/۵۹۱۵ مترمربع و مساحت اعیان هر طبقه ۹۰/۱۸۷۷ مترمربع می‌باشد و موقعیت زمین سه بر و نوع سازه ساختمان قدیمی اسکلت بتنی با نمای سنگ است.
جهت تأمین فضای مورد نیاز برای عملکرد خدماتی و ستادی از ساختمان جدید با نام توسعه شهرداری استفاده می‌شود .
این ساختمان در ارتباط با ساختمان فعلی و هماهنگ با آن، با حجمی ساده ایجاد شده و نمای آن ترکیبی از خطوط شیشه و سنگ است. جنس خطوط سنگی در ساختمان جدید، همچون ساختمان شهرداری از تراورن سفید است و بازی سنگ شیشه در خطوط افقی ،تنوع لازم را برای نمای این ساختمان بزرگ فراهم آورده است. این ساختمان در هفت تراز با زیربنایی حدود ۷۳۰۰متر مربع ساخته شده که عملیات اجرایی آن زمستان سال ۱۳۸۳ آغاز شد و هم‌اکنون در حال بهره‌برداری است.
ساختمان توسعه شهرداری در سال ۱۳۸۵ نیز به عنوان ساختمان برتر به لحاظ جلوگیری از اتلاف انرژی معرفی شده و از اولین پروژه‌هایی که است که در طرح میدان شهدا به بهره‌برداری رسیده‌است.

## ساختار سازمانی

### حوزه شهردار
- مدیرکل حوزه شهردار و امور هماهنگی مناطق شهرداری
  - اداره کل روابط عمومی و امور بین الملل
    - پروژه دائمی نمایشگاه تاریخ و توسعه شهری
      - امور مرکز اسناد
      - امور کتابخانه

    - اداره اطلاع رسانی و مراسم
      - امور مراسمات
      - امور تبلیغات محیطی
      - امور طراحی و گرافیک

    - اداره ارتباطات مردمی 
      - امور  مرکز ارتباطات مردمی ۱۳۷
      - امورافکار سنحی وملاقات

    - اداره ارتباطات رسانه ای 
      - امور خبر
      - امور ارتباط با رسانه ها
      - امور فضای مجازی
      - امورمستند سازی

    - اداره ارتباطات بین الملل
    - اداره هماهنگی امورمعاونتها ، سازمانها ومناطق 
      - امور هماهنگی مناطق
      - امور هماهنگی معاونتها و سازمانها

    - پروژه چشم شهر

  - اداره کل حقوقی
  - اداره کل بازرسی و پاسخگویی به شکایات
  - اداره کل حراست
  - هسته گزینش
  - مدیریت امور شورای شهر و شهرداری
  - مدیریت اجرائیات و انتظامات
  - مدیریت ساماندهی و مهندسی بحران

### معاونت برنامه‌ریزی و توسعه
معاونت برنامه ریزی و توسعه سرمایه انسانی شهرداری مشهد، ابتدا به عنوان دفتر برنامه ریزی و پژوهش شهرداری مشهد فعالیت خودرا آغاز نمود و پس از موافقت شورای اسلامی شهر مشهد در سال ۱۳۸۳ به عنوان معاونت برنامه ریزی و توسعه فعالیت خود را به عنوان یکی از معاونین رسما فعالیت نمود و اکنون نیز سید علی حسینی در این سمت فعالیت می‌کند.   https://planning.mashhad.ir/

#### مدیریت‌ها
- گروه همکاری‌های بین‌المللی علمی و تخصصی
- دفتر آمار، پژوهش و مطالعات راهبردی
- دفتر نوسازی و تحول سازمانی
- دفتر برنامه، بودجه و ارزیابی عملکرد
- اداره کل منابع انسانی
- دبیرخانه کمیسیون معاونان برنامه ریزی شهرداری های کلان شهرها

#### سازمان‌ها
- سازمان فناوری اطلاعات و ارتباطات (فاوا)
- مسئولیت نگهداری و پشتیبانی سرور ها و سرور های اکتیو دایرکتوری بر عهده سازمان فاوا است.
- تولید و بهره‌برداری از حجم عظیم اطلاعات شهری با استفاده از روش‌های نوین ‌و برنامه‌ریزی برای‌توسعه فن‌آوری اطلاعات و ارتباطات در شهرداری‌ها و توزیع و توسعه خدمات شهری که امری تخصصی و پیچیده است یکی از مهمترین دغدغه‌هایی است که همواره توجه مدیران شهرداری مشهد را به خود معطوف کرده ‌است. لذا به منظور ارائه خدمات پشتیبانی و پیمانکاری مربوط به امور رایانه‌ای سازمان آمار، اطلاعات و خدمات کامپیوتری شهرداری مشهد در سال ۱۳۷۶ تأسیس شد و بیشترین فعالیت سازمان‌ در بخش‌های بازرگانی، سخت‌افزاری، طراحی نرم‌افزاری و پشتیبانی متمرکز گردید. پس از استقرار اولین شورای اسلامی شهر عملکرد سازمان دگرگون و استراتژی جدیدی برای فعالیت ترسیم شد و عملکرد راهبردی، مشاوره‌ای، نظارتی، پشتیبانی و گریز از تصدی‌گری به منظور تقویت بخش خصوصی سرلوحه شرح وظایف سازمان قرار گرفت. [https://fava.mashhad.ir/]

### معاونت مالی و پشتیبانی

#### مدیریت‌ها
- مدیریت منابع انسانی و پشتیبانی و رفاه
- مدیریت امور مالی
- مدیریت درآمدهای عمومی
- مدیریت املاک
- مدیریت امور مجامع و حسابرسی

### معاونت خدمات و محیط زیست شهری

#### مدیریت‌ها
- مدیریت خدمات شهری

شهرداری  به عنوان متولی اداره شهر و مسئول عمران ، آبادانی ، توسعه و تامین امکانات و تسهیلات خدماتی–رفاهی و حوزه معاونت خدمات و محیط زیست شهری نیز بعنوان مجری طرحها و پروژه های خدماتی و رفاهی، وظیفه برنامه ریزی ، هماهنگی و نظارت بر امور خدمات شهری و رفاهی را در راستای وظایف ومسئولیت شهرداری برعهده دارد که در این ارتباط، تلاش نموده است با افزایش اعتبارات، جلب مشارکت عمومی، تقویت سازمانها وبهره گیری از همکاری مراکز علمی به عنوان یکی از ضرورت های زندگی شهرنشینی و پارامترهای پژوهشی در جهت بهبود محیط زیست شهری و ارتقای کیفی و کمی خدمات شهری که امروزه به اصل سنجش رفاه عمومی شناخته می شود، اقدامات موثری انجام دهد. 
- مدیریت نظارت بر امور پارک‌ها و فضای سبز
- مدیریت ساماندهی مشاغل مزاحم
- مدیریت روابط عمومی و مشارکت‌های عمومی
- مدیریت کمربند سبز - (در سال 1401 به سازمان پارکها و فضای سبز انتقال یافت)
- مدیریت محیط زیست شهری و توسعه پایدار
- مدیریت امور حقوقی

#### سازمان‌ها
- سازمان آتش نشانی و خدمات ایمنی
- سازمان مدیریت پسماند (مپ)
- سازمان فردوس‌ها
- سازمان میادین میوه و تره‌بار
- سازمان پارک‌ها و فضای سبز

### معاونت عمران، حمل و نقل و ترافیک

#### مدیریت‌های عمران
- مدیریت هماهنگی و برنامه‌ریزی امور عمرانی
- مدیریت نظارت بر پروژه‌های عمرانی

#### سازمان‌های عمران
- سازمان عمران
- شرکت قطارشهری مشهد (ساخت)

#### گروه‌های حمل و نقل و ترافیک
- گروه مطالعات و طراحی سیستم‌های حمل و نقل و ترافیک
- گروه نظارت بر حمل و نقل

#### سازمان‌های حمل و نقل و ترافیک
- سازمان حمل و نقل و ترافیک
- سازمان اتوبوسرانی مشهد
- سازمان مدیریت و نظارت بر تاکسیرانی مشهد

سازمان تاکسیرانی مشهد در سال ۱۳۷۶ براساس مصوبه مجلس شورای اسلامی ایران تشکیل گردید. [ https://taxi.mashhad.ir/]
سامانه رفاهی تاکسیرانان مشهد در سال ۱۳۹۸ رونمایی گردید. 
- سازمان پایانه‌های مسافربری
- سازمان مدیریت حمل و نقل بار درون‌شهری
- شرکت بهره‌برداری قطارشهری مشهد
- شرکت توسعه ارتباطات ترافیکی (الیت سابق)

### معاونت شهرسازی و معماری

#### مدیریت‌ها
- نهاد مطالعات طرح‌های توسعه و عمران شهری
- مرکز طراحی و مطالعات پروژه‌های شهری
- مدیریت کمسیون‌های ماده صد و نظارت بر ساخت و سازها
- مدیریت زیباسازی و بهسازی محیط شهری
- مدیریت طرح‌های توسعه شهری
- مدیریت نظارت بر اجرای مقررات ملی ساختمان
- مدیریت ساماندهی بافت‌های فرسوده و سکونتگاه‌های غیر رسمی
- مدیریت اجرایی انتقال پادگان ‌ها
- شرکت گردشگری توسعه و عمران هفت حوض - ( در سال 1400 به معاونت اقتصادی منتقل شد و در اسفند 1401 با اصلاح اساسنامه به شرکت توسعه گردشگری شهرداری مشهد تغییر نام گردید)

#### سازمان‌ها
- سازمان زیباسازی

### سازمان فرهنگی و اجتماعی[۶]

#### مدیریت‌ها
- مدیریت امور فرهنگی و گردشگری
- مدیریت امور تربیت بدنی همگانی
- مدیریت ارزشیابی و نظارت بر فعالیت‌های فرهنگی و اجتماعی
- مدیریت امور هنری

### سازمان اقتصادی، سرمایه گذاری و مشارکت‌های مردمی[۷]

#### مدیریت‌ها
- مدیریت سرمایه‌گذاری و مشارکت‌ها
- مدیریت برنامه‌ریزی و مطالعات اقتصادی
- مدیریت توسعه خدمات و مدیریت دارایی ها
- مدیریت اداری، مالی و پشتیبانی
- مدیریت تامین دارایی‌های مالی
- اداره حقوقی
- اداره بررسی فرصت‌های سرمایه‌گذاری خارجی
- اداره روابط عمومی
- اداره مولدسازی دارایی ها
- شرکت توسعه گردشگری شهرداری مشهد  ( گردشگری توسعه و عمران هفت حوض سابق) https://gardeshgari.mashhad.ir/

#### سازمان‌ها
- سازمان زمین و مسکن

## منطقه‌ها
شهرداری مشهد دارای ۱۷ منطقهٔ شهری و شهرداری مستقل است که از میان ۱۷ منطقه، منطقه ثامن مسئولیت رسیدگی به عمران و نوسازی بافت اطراف حرم علی بن موسی‌الرضا را به عهده دارد.

## دیتاسنتر و سرور ها
ارتباطات و شبکه داخلی از طریق فیبر نوری مستقر در هر ساختمان شهرداری با مناطق،سازمان ها و ساختمان های دیگر انجام می پذیرد.
دیتاسنتر در سازمان فاوا نگهداری می شود.